# Julio César Paredes
Julio César Paredes Ruiz (La Paz, 13 de marzo de 1953) es un gestor cultural y músico boliviano, cuya trayectoria ha sido reconocida por la Asamblea Legislativa Plurinacional de Bolivia y el Gobierno Autónomo Municipal de La Paz.

## Trayectoria
Estudió Sociología en la Universidad Mayor de San Andrés y luego se trasladó a México a estudiar Cultura y Patrimonio. Al volver a Bolivia desempeñó distintos trabajos como gestor cultural en diferentes instancias municipales, llegando a ser coordinador nacional de Consejos Departamentales de Culturas y presidente de la Sociedad Boliviana de Autores y Compositores (Sobodaycom).

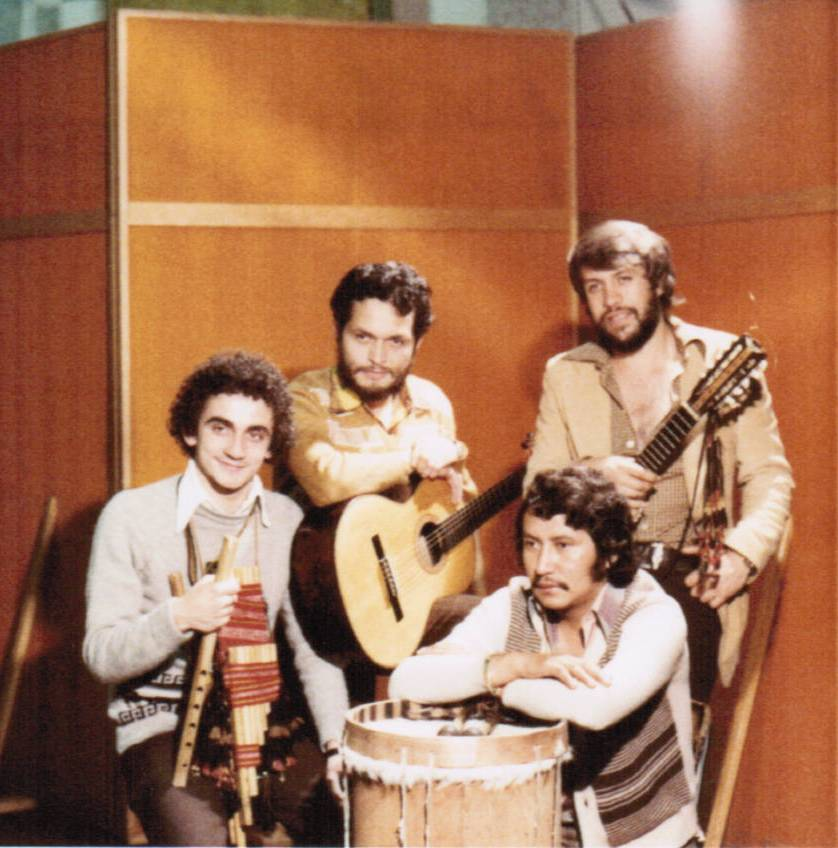
Julio César Paredes junto a Eddy Navia, Alcides Mejia Hany y Oscar Castro como parte de Savia Andina

Como músico, a inicios de los años 70 fue miembro de la agrupación vocal Coral 13, en 1973 refundó el ensamble folklórico Lyra Incaica, continuando el legado de Alberto Ruiz Lavadenz, original fundador de este grupo y abuelo de Paredes y en 1975 integró el grupo folklórico Los de Kanata en Caracas. Entre 1976 y 1979 integró el grupo Savia Andina, con quienes realizó giras fuera y dentro de Bolivia.
En 1970 compuso música para varias producciones del grupo Ukamau. En 1984 fue invitado por la OEA a presentarse en Washington. También ha participado en el Festival Internacional de Folklore en Salta, Argentina (1984), en Cosquín, Argentina (1985), y en el Festival “Latinomúsica” en la Ciudad de Pelotas, Brasil (1989).
En el ámbito escritural, logró una mención al mejor poema en el concurso iberoamericano Rafaella Carrá de Chile de Valparaíso.

## Vida familiar
Julio César Paredes es nieto del compositor Alberto Ruiz Lavadenz y de la artista Carola Cobo. Su tío fue el escritor Antonio Paredes Candia y su primo, José Luis Paredes, fue alcalde de la ciudad de El Alto.

## Obra destacada
- "Piel morena" (composición de Julio César Paredes, interpretada por Zulma Yugar)[5]

## Reconocimientos
- "Atipac de Plata" otorgado por la Radio Nueva América de la ciudad de La Paz (1982)
- "Pantalla de plata" otorgado por la Radio Fides (1988)
- Medalla de oro en el Festival Internacional de Cultura (Sucre, 1992 y Potosí, 1994)
- "Prócer Pedro Domingo Murillo", en el grado "Honor Cívico", otorgado por el Concejo Municipal de La Paz (2012)
- Honor al mérito cultural como gestor cultural otorgado por la Asamblea Legislativa Plurinacional de Bolivia (2012)[1]